# George E. Hood

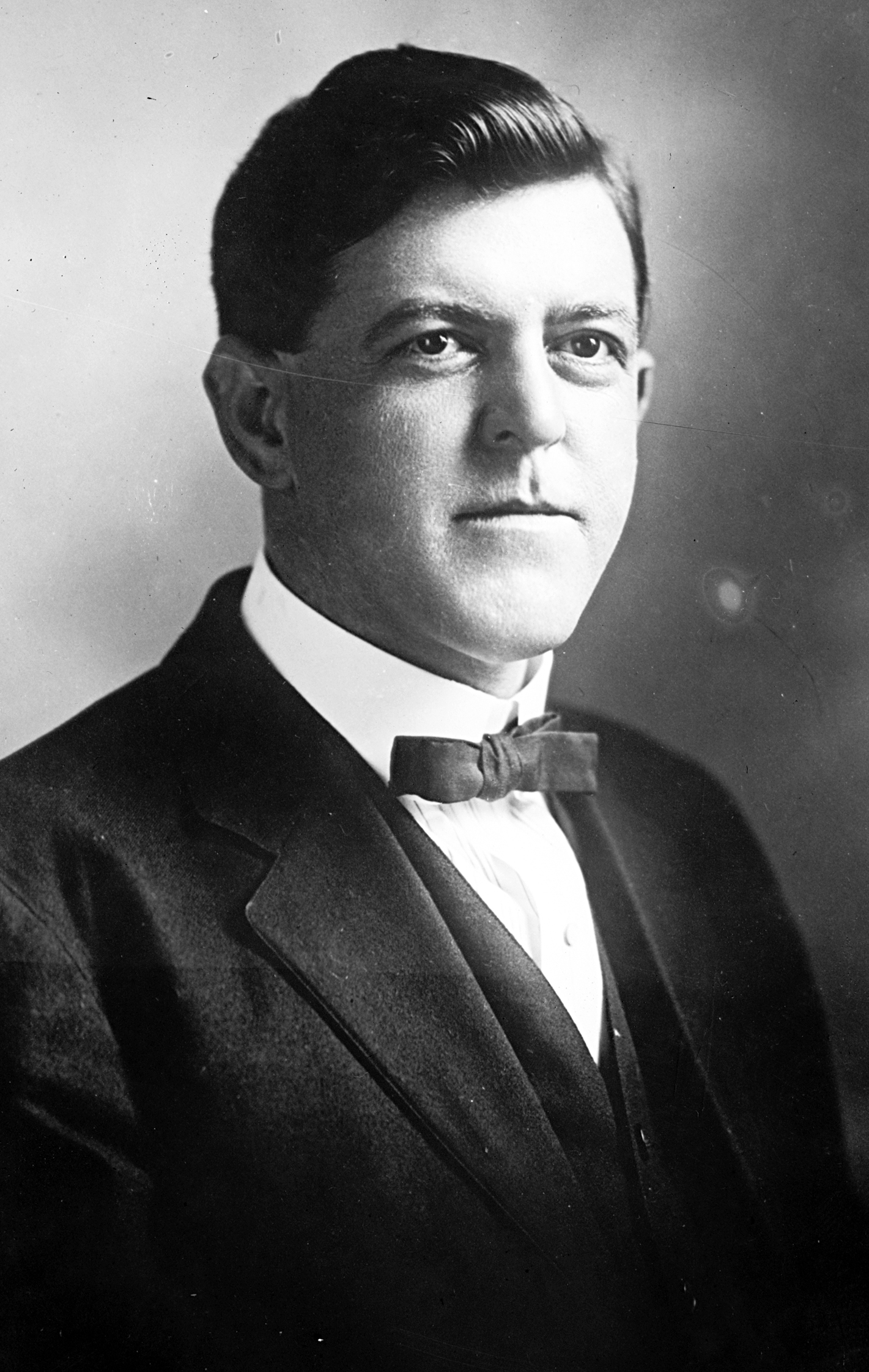
George E. Hood

George Ezekial Hood (* 25. Januar 1875 bei Goldsboro, North Carolina; † 8. März 1960 ebenda) war ein US-amerikanischer Politiker. Zwischen 1915 und 1919 vertrat er den Bundesstaat North Carolina im US-Repräsentantenhaus.

## Werdegang
George Hood besuchte die öffentlichen Schulen seiner Heimat und war danach als Telegraphist beschäftigt. Nach einem anschließenden Jurastudium und seiner 1896 erfolgten Zulassung als Rechtsanwalt begann er in Goldsboro in diesem Beruf zu arbeiten. Zwischen 1898 und 1900 war er Kämmerer im Wayne County. Politisch wurde Hood Mitglied der Demokratischen Partei. Von 1899 bis 1901 saß er als Abgeordneter im Repräsentantenhaus von North Carolina; zwischen 1901 und 1907 war er Bürgermeister von Goldsboro. Hood gehöre in den Jahren 1896 bis 1900 auch dem Bezirksvorstand seiner Partei im Wayne County an. Von 1899 bis 1909 war er Mitglied der Nationalgarde von North Carolina, in der er bis zum Oberst aufstieg.
Im Jahr 1912 bewarb Hood sich innerhalb seiner Partei noch erfolglos um die Nominierung für den Kongress. Bei den Kongresswahlen des Jahres 1914 wurde er dann aber im dritten Wahlbezirk von North Carolina in das US-Repräsentantenhaus in Washington, D.C. gewählt, wo er am 4. März 1915 die Nachfolge von John M. Faison antrat. Nach einer Wiederwahl konnte er bis zum 3. März 1919 zwei Legislaturperioden im Kongress absolvieren. Diese waren von den Ereignissen des Ersten Weltkrieges geprägt.
Im Jahr 1918 verzichtete Hood auf eine erneute Kandidatur. Nach seinem Ausscheiden aus dem US-Repräsentantenhaus praktizierte er wieder als Anwalt in Goldsboro. Politisch ist er nicht mehr in Erscheinung getreten. Er starb am 8. März 1960 in Goldsboro.